# Theridion pelaezi
Theridion pelaezi är en spindelart som beskrevs av Claude Lévi 1963. Theridion pelaezi ingår i släktet Theridion och familjen klotspindlar. Inga underarter finns listade i Catalogue of Life.